# Альпійський пояс
Альпійський пояс — у широкому розумінні — високогірна область вище за межу лісу і криволісся. Включає субальпійський, альпійський і нівальний (сніжний) ландшафти. У розумінні ботаніків — типовий для помірного і субтропічного географічних поясів пояс альпійських лук і сланких чагарників (рододендрон, ялівець та ін.) на гірсько-лугових, торф'янистих і скелетних (фрагментарних) ґрунтах. Трапляються кам'яні осипи. Характеризується значною освітленістю та інтенсивністю сонячної радіації. Середньорічні температури повітря негативні. Сильні вітри. Понад 1000 мм атмосферних опадів в рік з тривалим, а часто і нетанучим сніжним покривом. Нижня межа альпійського поясу закономірно підвищується від приморських до континентальних частин материків, наприклад в Альпах і Андах вона на висоті 2200 м, на Східному Кавказі 2800 м, на Тянь-Шані 3000 м, а в Гімалаях вище 3600 м.
| Земля | Це незавершена стаття з географії. Ви можете допомогти проєкту, виправивши або дописавши її. |